# Lluís Casals i Garcia
Lluís Casals i Garcia (Sabadell, Vallès Occidental, 16 d'octubre de 1912 - ibídem, 26 de juny de 1993) fou un advocat, polític i escriptor català. Va combatre a l'exèrcit republicà durant la Guerra Civil espanyola i va patir l'exili durant set anys, quan aquesta va acabar. Va ser membre del Centre Català de Sabadell, redactor i director del Diari de Sabadell, director de l'Institut Escola M. B. Cossío, degà del Col·legi d'Advocats de Sabadell, membre d'Esquerra Democràtica de Sabadell i finalment membre del Consell Executiu Nacional de Convergència Democràtica de Catalunya.

## Família
Lluís Casals és fill de Gabriel Casals i Maria Garcia. Es va casar amb la mestra francesa Augusta Couturier i van tenir tres filles: Muriel Casals, Isabel Casals i Montserrat Casals.
Va ser consogre de Sebastià Gasch.

## Biografia[7]
Nascut a la ciutat de Sabadell el 1912, va estudiar als Escolapis de Sabadell fins al Batxillerat. Es llicencià en Dret per la Universitat de Barcelona.
De jove fou membre del Centre Català de Sabadell, del qual fou president de la Joventut i després secretari del Centre. Al llarg dels anys 1920 i 1930 participà en mítings i impartí conferències sobre temes de literatura i política. També fou redactor i director del Diari de Sabadell.
Va exercir d'advocat. Com a tal, va ser escollit fiscal municipal de Sabadell i l'any 1936 fou nomenat secretari de la Ponència de Codificació del Dret Civil Català i secretari del Congrés Jurídic Català. Es va exiliar a Avinyó i es va tornar a establir a Sabadell al final del 1945. Entre els anys 1957 i 1962 fou el degà del Col·legi d'Advocats de Sabadell. L'any 1966 va ser objecte d'una greu agressió feixista, juntament amb Manuel Jiménez de Parga. L'any 1991 va rebre la Creu de Sant Raimon de Penyafort, de la mà del Ministeri de Justícia i a través de l'expedient impulsat pel Col·legi d'Advocats de Sabadell.
La seva activitat cultural i intel·lectual fou molt activa. Durant un temps va presidir l'Associació de Música de Cambra de Sabadell, durant la Guerra Civil espanyola va organitzar i dirigir l'Institut Escola de Batxillerat M. B. Cossío, per encàrrec del conseller municipal de Cultura, Salvador Sarrà i Serravinyals, i sota l'alcaldia de Josep Moix i Regàs. Aquesta tasca la va desenvolupar amb la col·laboració de Miquel Carreras, Miquel Crusafont i Joan Morales.
És en aquesta etapa quan coincideix i entaula amistat amb diversos escriptors de la Colla de Sabadell (Joan Oliver i Sallarès, Francesc Trabal i Benessat, Armand Obiols), quan bona part dels quals van ser cridats a crear l'Agrupació d'Escriptors Catalans, per salvaguardar el màxim que es pogués de la cultura catalana durant la guerra. De fet, Joan Oliver li va escriure el 1982 en què deia: "Lluís, tu ets el darrer de la colla", tot i que no se l'ha considerat un membre actiu de la Colla de Sabadell. Anteriorment, l'any 1934, havia format part d'un grup d'intel·lectuals que va crear LEDA (Les Edicions d'Ara), amb Salvador Espriu, Bartomeu Rosselló-Pòrcel, Ignasi Agustí, Joan Teixidor i Tomàs Lamarca, amb el propòsit de reunir prou públic per assegurar, per subscripció, la viabilitat d'edicions de poesia avantguardista.

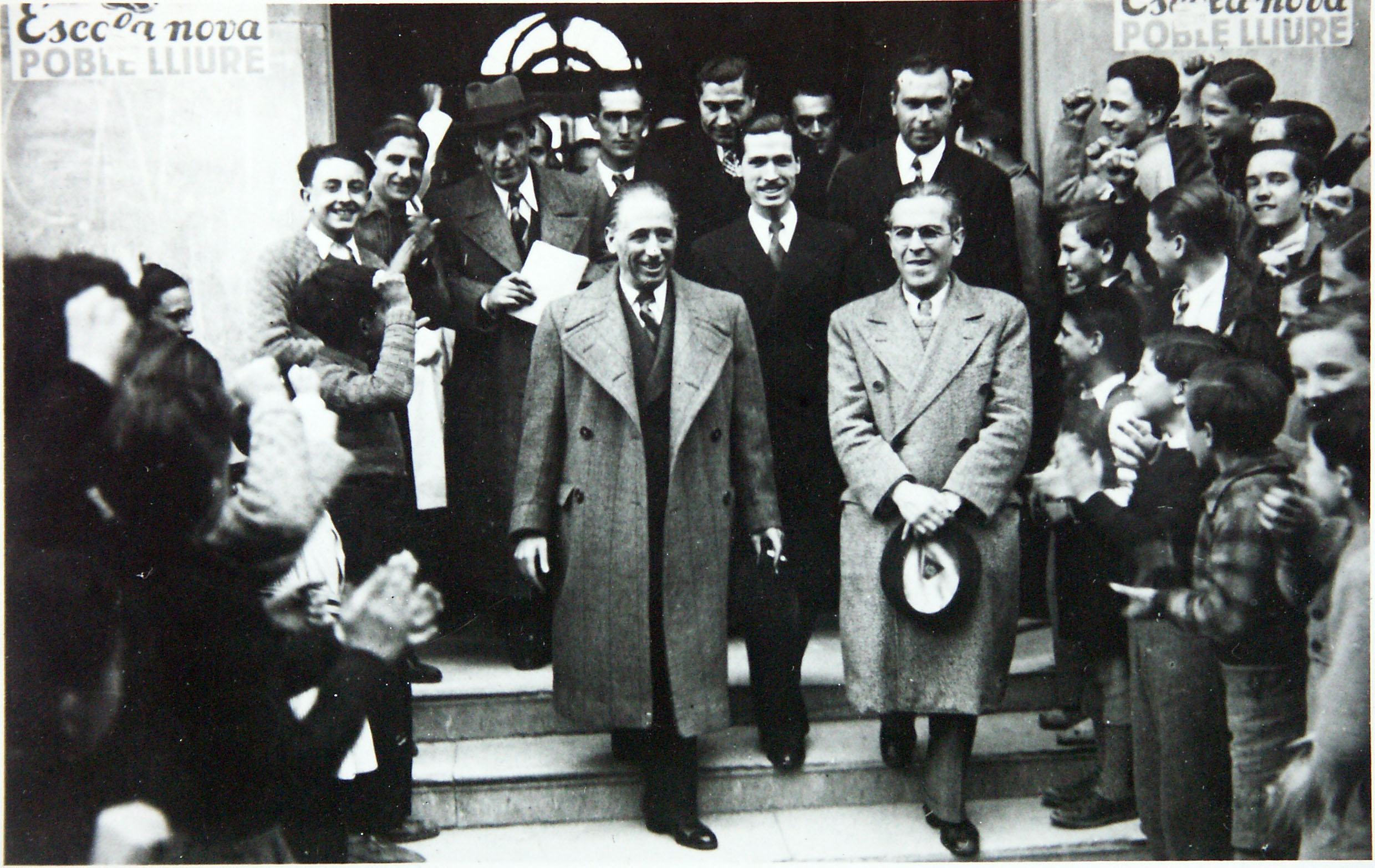
Lluís Casals i Garcia (amb bigoti, al centre de la imatge, entre el president de la Generalitat de Catalunya Lluís Companys i el regidor de Cultura Salvador Sarrà), director de l'Institut Escola M. B. Cossio. Sabadell, 16 de març de 1937 (Arxiu Històric de Sabadell).

Durant la Guerra Civil espanyola va combatre amb l'exèrcit republicà i, un cop acabada i després de passar pel camp de concentració d'Argelers, es va haver d'exiliar a la ciutat d'Avinyó, durant set anys. Quan els alemanys nazis van envair França, es va afegir a la Resistència i aquest fet feu que el Govern francès li acabés concedint la Legió d'Honor. En primers temps convulsos de la Segona Guerra Mundial tingué domicili al Palais du Roure, un centre dedicat a la "Cultura mediterrània" finançat i impulsat per l'aristòcrata Jeanne Flandreysy. En aquest context va ser quan va conèixer Augusta Couturier, professora de matemàtiques, que acabà sent la seva muller. L'any 1945 nasqué la seva primera filla, Muriel, i un any després decidiren fer una visita ràpida a Sabadell per presentar-la a la família. Un cop a Sabadell li van retirar el passaport i la família es va haver de quedar, forçosament, a la ciutat.
L'any 1968 va fundar el Club dels Lleons de Sabadell, una entitat filantròpica que l'any 1969 s'adherí a la xarxa internacional Lions International.
L'any 1977 es presentà com a candidat al Congrés dels Diputats per Barcelona, dins la candidatura unitària del Pacte Democràtic per Catalunya (Convergència Democràtica de Catalunya, Esquerra Democràtica de Catalunya i Partit dels Socialistes de Catalunya).
L'any 1978 era el líder d'Esquerra Democràtica de Catalunya a Sabadell.
L'any 1979 va participar, activament i com a membre del Consell Executiu Nacional de Convergència Democràtica de Catalunya, en la campanya favorable a l'aprovació de l'Estatut de Catalunya.
Entre els anys 1985 i 1993 va col·laborar amb la revista Quadern de les Arts i de les Lletres de Sabadell, escrivint sobre autors i personatges sabadellencs i sobre diversos temes culturals. També va ser vicepresident de la Fundació editora d'aquesta revista.

## Obres
- Set colors, Barcelona, Altés, 1934.
- "L'Institut-Escola M. B. Cossío. Un testimoni", dins La República i la Guerra Civil a Sabadell, 1931-1939. Sabadell, Ajuntament de Sabadell, 1986, p. 169-173.
- L'esclat que ara m'ofrenes. Obra poètica de Lluís Casals. Edició a cura de Pep Sanz Datzira. Curbet Edicions, 2018.